# Masku församling
Masku församling (finska Maskun seurakunta) är en evangelisk-luthersk församling i Masku i Finland. Församlingen hör till Åbo ärkestift och Nousis prosteri. 
Masku kyrksocken har sitt ursprung i en fornsocken, som under missionstiden på 1100-talet omvandlades till en stamsocken.
Masku församling har cirka 7 130 medlemmar. Församlingens verksamhet sker i huvudsakligen på finska.

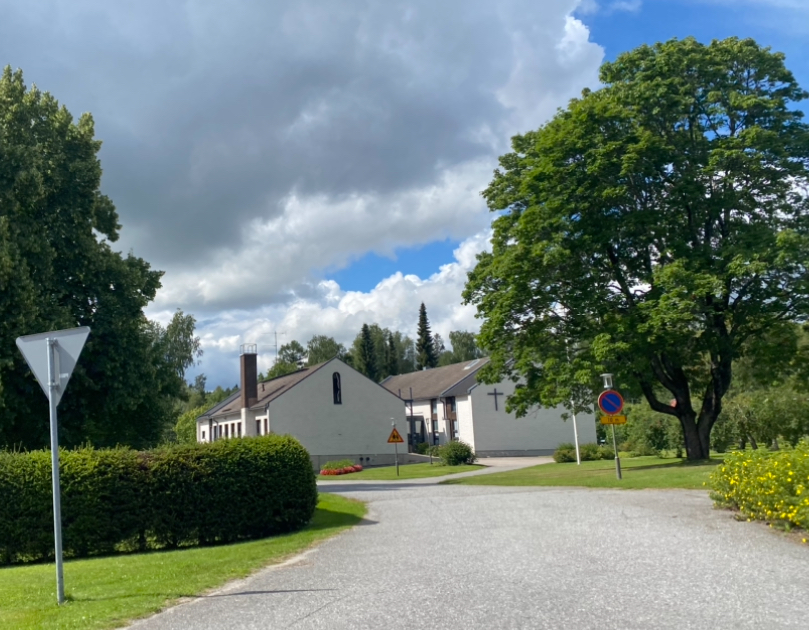
Masku församlingshem.

Merimasku församling och Vahto församling har avskilts från Masku församling. Masku församlings huvudkyrka är den medeltida Masku kyrka.